# Phaeoceros bulbiculosus
Phaeoceros bulbiculosus là một loài rêu trong họ Anthocerotaceae. Loài này được Brot. Prosk. mô tả khoa học đầu tiên năm 1954.